# 佩勒雷
佩勒雷（法語：Pellerey，法語發音：[pɛlʁɛ]）是法国科多尔省的一个市镇，位于该省中部，属于第戎区。

## 地理
佩勒雷（47°30'19"N, 4°46'56"E）面积12.44 平方千米，位于法国勃艮第-弗朗什-孔泰大區科多尔省，该省份为法国中东部省份，北起奥布省，西接涅夫勒省和约讷省，南至索恩-卢瓦尔省，东南接汝拉省，东临上索恩省，东北部与上马恩省接壤。
与佩勒雷接壤的市镇（或旧市镇、城区）包括：尚索、伊尼翁河畔蓬塞、沃索勒、拉马热勒。
佩勒雷的时区为UTC+01:00、UTC+02:00（夏令时）。

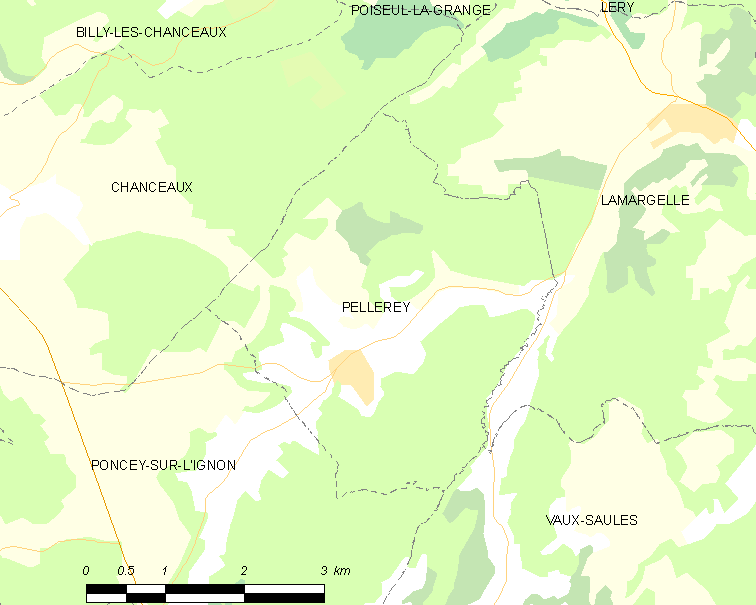
佩勒雷的OSM定位图

## 行政
佩勒雷的邮政编码为21440，INSEE市镇编码为21479。

## 政治
佩勒雷所属的省级选区为蒂耶河畔伊斯县。

## 交通
科多尔省省道D6线经过境内。

## 人口

1962-2008年间佩勒雷人口变化图示

佩勒雷于2022年1月1日时的人口数量为81人。